# 안드레아 루비오
안드레아 발렌티나 루비오 아르마스(Andrea Valentina Rubio Armas, 1998년 11월 27일 ~ )는 베네수엘라의 모델이자 미인 대회 우승자이다. 2023년 미스 인터내셔널에서 우승을 차지했다.